# Finance a hospodářství v Berlíně

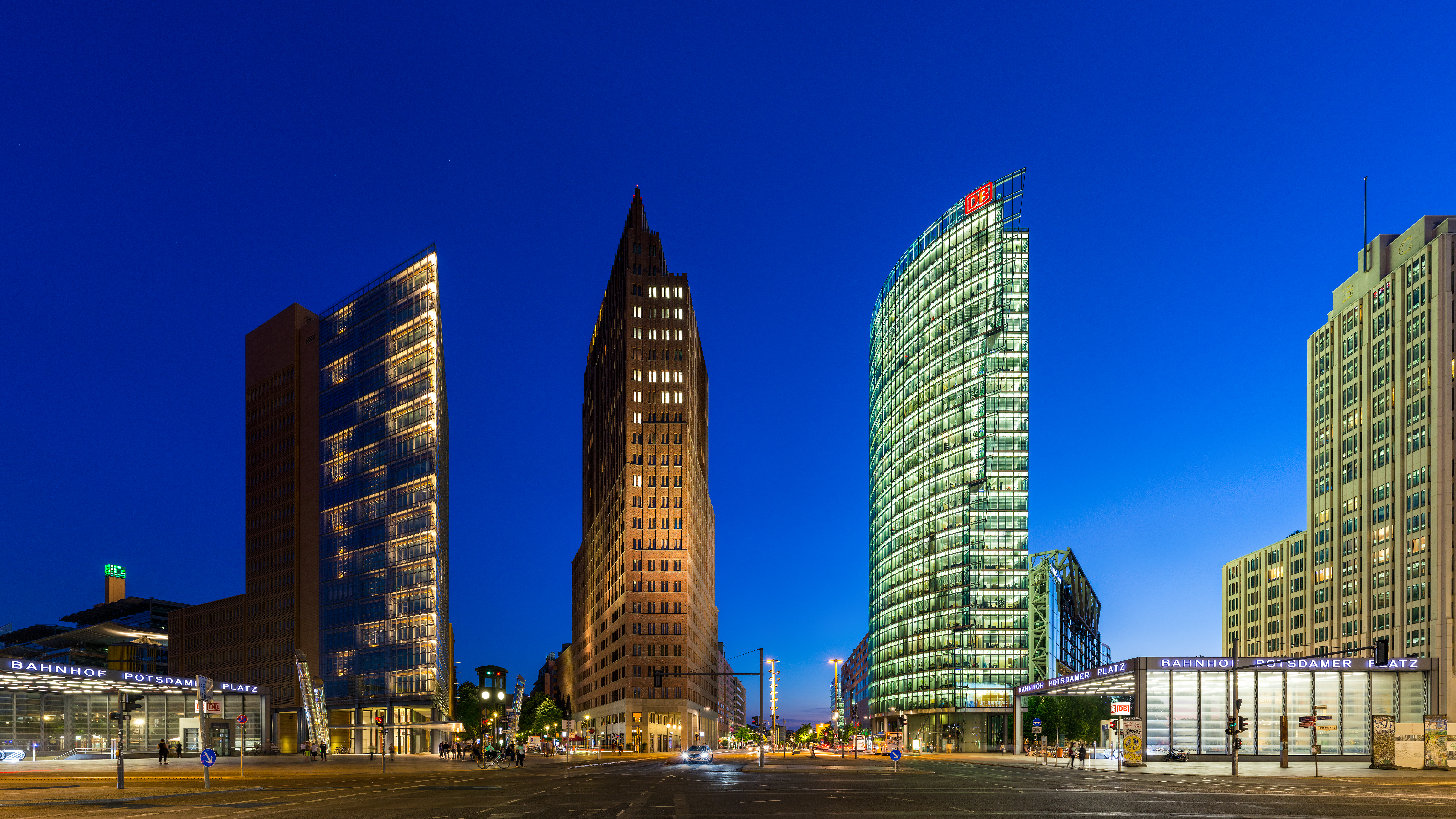
Postupimské náměstí

Finance a hospodářství sjednoceného Berlína se nacházejí v období důležitého přelomu. Po stagnaci z doby rozděleného města zde po sloučení působí nové faktory, se kterými se Berlín ještě musí vyrovnat: z provinčního města se Berlín stal hlavním městem s novými úlohami, dřívější střety zájmů, zakryté tímto zdánlivým klidem se pojednou projevily v plné míře (bankovní skandál).

## Finance
Berlín se po roce 2000 nacházel na pokraji finančního bankrotu. Celková zadluženost města obnášela začátkem roku 2004 53,9 miliard €, tedy kolem 14.900 € na obyvatele, a to při HDP města ve výši 77,1 miliard € (roku 2002).
Tato zadluženost je často uváděna v souvislosti s různými finančními skandály, především s bankovním skandálem z konce devadesátých let minulého století (který sám o sobě znamenal zadlužení ve výši 25 miliard €). To je ovšem jen částečná pravda, navíc je třeba jmenovat i následující, městem samotným nezaviněné faktory:
- Jako rozdělené město, rozkládající se uprostřed NDR, mohl Berlín existovat jen díky vysoké spolkové finanční pomoci. Tyto prostředky byly po sjednocení rigorózně zkráceny, na což politika ani hospodářství města nebyly připraveny.
- Značné množství berlínských firem se v minulosti přemístilo do Braniborska, často jen několik set metrů za městské hranice, kde jsou nižší různé daně i poplatky za pozemky a nájemné – ale přesto výborné dopravní spojení do Berlína. (Tato tendence se projevila i u části dobře situovaných soukromých osob, které si zakoupily laciný pozemek s vilou za hranicemi města.)
- Další výdaje vznikly v souvislosti s úlohou Berlína jako nového hlavního města (mimo jiné i nové úkoly pro policii atd.).
- Svou polohou byl Berlín po sjednocení negativně zatížen i migračním a hospodářským tlakem a vývojem v tzv. nových spolkových zemích, jmenovitě v bývalém Východním Berlíně a Braniborsku, což navíc zatěžovalo rozpočet města.

Nový berlínský senát (koalice SPD a PDS) se proto po roce 2001 rozhodl provést řadu úsporných opatření, v neposlední řadě i vzhledem k tomu, že bez takového programu by nebylo možno počítat se spolkovou pomocí (která stále ještě není vyjasněna). Jakkoli jsou tato opatření všeobecně považována za nezbytná, nelze přehlédnout, že silně ovlivňují životní úroveň obyvatelstva. Týká se to především škrtání různých subvencí (v kulturní, vědecké a výzkumné oblasti, v oblasti nezbytné integrace přistěhovalců atd.), růstu nezaměstnanosti v důsledku propouštění pracovních sil v celém státním sektoru (kam mimo správu a policisty patří mj. i učitelé, stále ještě část zaměstnanců čištění města a další), zavírání dětských školek atd.

## Hospodářství
Doba, kdy Berlín byl i průmyslovou metropolí, kde sídlily světoznámé firmy jako Siemens, AEG, Schering, Osram, Borsig a další, patří minulosti. Úspěchy na tomto poli, jako například přeložení evropské centrály firmy Sony do Berlína v devadesátých letech 20. století, jsou prozatím výjimkami.
Současný stav a další vývoj berlínského hospodářství jsou ovlivňovány stejnými faktory jako finanční situace města. Dále zde působí i skutečnost, že vývoj hospodářství v bývalé západní části města byl diktován odloučením města od trhu v Německu a Evropě (a navíc nepřítomností přirozeného zázemí), zatímco zastaralé závody v bývalé východní části, vyrábějící pro vývoz, přes noc ztratily své odběratele, kteří se nacházeli téměř výlučně v zemích RVHP, a i v důsledku toho zanikly.
V roce 2001 Berlín vytvořil HDP ve výši 75,8 miliard €, ve městě existovalo 138 688 průmyslových a živnostenských podniků. Situace je charakterizována především negativními tendencemi. Růst HDP je stagnující nebo mírně klesající.
Nezaměstnanost se pohybuje kolem 16 procent (nové spolkové země mezi 14 a 18 procenty, průměr Německa leží u 9,2 procent). V krizi se nachází zejména stavebnictví (po konjunktuře devadesátých let). Mimo 233,4 tisíc obyvatel, pobírajících podporu v nezaměstnanosti, je nutno jmenovat i 160,1 tisíc obyvatel, kteří pobírají (menší) sociální podporu, a nevyjasněný počet těch, kteří – z různých důvodů – žijí bez podpory.
Pozitivně se vyvíjejí sektor služeb a zejména různá inovační odvětví, těsně související s výzkumem a zaváděním nových technologií. Berlínský senát je rozhodnut tento inovační faktor jako budoucí zaměření města podporovat, naráží však přitom na zmíněné hranice, zaviněné finanční krizí.
K dalším relativně prosperujícím, respektive tradičním odvětvím patří hlavně chemický průmysl a elektrotechnika, dále optika, oblečení, výroba nábytku. V Berlíně se konají známé výstavy jako Zelený týden (Grüne Woche – potraviny a přidružené výrobky), Mezinárodní rozhlasová výstava (Funkausstellung), Mezinárodní turistická burza. V Berlíně sídlí i několik velkých nakladatelství a jiných mediálních firem.
Přes negativní aspekty hospodářského vývoje je nutno poznamenat, že v devadesátých letech bylo dosaženo enormních úspěchů. Sem je možno počítat sladění a sanaci celé městské dopravní sítě, vytvoření nové infrastruktury ve východních obvodech včetně sanace bytových jednotek, dále pak zejména vytvoření nových prostorů pro spolkové vládní, poslanecké a jiné orgány a zástavba velkého prostoru na bývalém Postupimském náměstí, svého času největší staveniště Evropy (areálem částečně protéká Spréva, jejíž tok musel být během stavebních prací několikrát přeložen).

## Bankovní skandál
Jako bankovní skandál se označuje zhroucení bankovního institutu Bankgesellschaft Berlin, jehož vlastníkem byl berlínský senát, což roku 2001 vedlo k politické krizi: SPD, partner CDU ve velké koalici, ze senátu vystoupila, senát primátora Eberharda Diepgena musel odstoupit a uvolnit místo novému senátu.
Banka vykazovala silnou expanzi, která byla ovšem podmíněna zakládáním stále nových imobilních fondů s překvapivě výhodnými podmínkami; tím byly financovány různé kredity, a katastrofální situace byla zakryta. Doprovázeny byly tyto machinace falšováním bilancí. během roku 2001 se ukazuje, že je potřeba okamžité finanční pomoci ve výši 2 miliard € (aby se banka nezhroutila okamžitě), zároveň dochází k vloupání do místností banky. Situace banky se dostává do médií. V následujících, částečně soudních jednáních se ukázalo, že vedoucí představitelé senátu byli o finančních machinacích banky informováni. Přesto nepodnikli žádná opatření, zhroucení banky vedlo ke ztrátě ve výši kolem 25 miliard €.
Senát města roku 2002 konstatoval extrémní nouzovou finanční situaci a požádal o zvláštní spolkovou pomoc. Tato byla v dubnu 2003 odmítnuta, nyní tato záležitost čeká na rozhodnutí nejvyššího spolkového ústavního soudu.

## Berlínské zvláštnosti – „Osttarif“ a „Westtarif“
Pod těmito pojmy se skrývá stále ještě běžná praxe v Německu. Pozadí je následující: po sjednocení Německa se zjistilo, že produktivita práce v nových spolkových zemích zdaleka neodpovídá produktivitě ve staré SRN. V sektoru veřejných služeb měla tato skutečnost být kompenzována tím, že zaměstnanci žijící v nových spolkových zemích budou během přechodné doby (než se produktivita vyrovná) vypláceni jen 80 procenty výdělku jejich západních kolegů. Toto vešlo zcela úředně ve známost jako „východní tarif“ a „západní tarif“. To je již v celoněmeckém měřítku politickým a sociálním problémem.
V Berlíně, kde hranice mezi bývalými částmi města zmizely a kde veřejná správa posílá podle potřeby západní zaměstnance na východ a naopak, získává však tato praxe další, nové dimenze. Na policejní nebo požární stanici, ve škole nebo v nějakém úřadě pracují dva lidé, oba vykonávají stejnou práci, pracují stejně dlouho, dělají stejné přesčasy i vše ostatní – jeden však vydělává „normálně“ (jako jeho kolega v Mnichově či Hamburku), druhý o dvacet procent méně. Tyto (v zásadě pochopitelné) rozdíly jsou v současné době sice odbourávány, přesto jsou stále zdrojem sociálních i osobních konfliktů na mnoha pracovištích.
V soukromém hospodářství došlo k obdobným platovým smlouvám.